# Рицлер, Курт
Курт Рицлер (нем. Kurt Riezler; 12 февраля 1882, Мюнхен — 5 сентября 1955, Мюнхен) — германский дипломат и философ.

## Биография
Советник кабинета в Германской империи и Веймарской республике. Вел переговоры Германии с Россией в период после Октябрьской революции. Автор Сентябрьской программы 1914 года , в которой изложил немецкие военные цели во время Первой мировой войны: ограниченные аннексии, тяжёлые условия мира для Франции, статус Бельгии, как подчинённого Германии государства. Впоследствии Рицлер утверждал в частных беседах, что отправка Ленина в Россию в «пломбированном вагоне» была его идеей.
В октябре 1917 года прибыл в германское посольство в Стокгольме для обсуждения перемирия на Восточном фронте. В 1918 году направлен в Москву в качестве помощника германского посла графа фон Мирбаха. Стал свидетелем убийства Мирбаха левыми эсерами 6 июля 1918 года. Впоследствии вёл переговоры с представителем Ленина Карлом Радеком. После убийства Мирбаха стал немецким поверенным в делах в Москве.
По окончании войны стал сторонником режима Веймарской республики. Вступил в Германскую демократическую партию. Публиковал статьи в про-веймарской газете «Немецкая нация». Сыграл центральную роль в подавлении Капповского путча и Баварской Советской Республики.
В 1927 году стал куратором Франкфуртского университета. В 1930 году стал одним из основателей Франкфуртской школы.
В 1933 году оставил университет под давлением нацистов. Однако, поскольку они позволили ему получать пенсию, ещё пять лет оставался в Германии. Публиковал книги об эстетике и о древнегреческом философе Пармениде.
В конце 1938 года установил контакт с анти-нацистской группой «Кружок Крейсау», и эмигрировал в США, где ему была предложена профессорская должность в Новой школе социальных исследований.
Вернулся в Европу только в 1954 году. Некоторое время жил в Риме, затем переехал в Мюнхен, где и умер в 1955 году.

## Киновоплощения
- 1968 — «Шестое июля». В роли Курта Рицлера — Хайнц Браун
- 2024 — «Хроники русской революции». В роли Курта Рицлера — Александр Шаршов